# Rebecca Makkai
Rebecca Makkai (20 de abril de 1978) es una novelista y cuentista estadounidense.

## Biografía
Makkai creció en Lake Bluff, Illinois. Es hija de la profesora de lingüística Valerie Becker Makkai y de Ádám Makkai, refugiado en Estados Unidos tras la revolución húngara de 1956. Su abuela paterna, Rózsa Ignácz, fue una conocida actriz y novelista en Hungría. Makkai se graduó en la Academia Lake Forest. Posteriormente obtuvo un máster en la Bread Loaf School of English del Middlebury College.
También ha impartido clases en el Iowa Writers' Workshop y forma parte de las facultades MFA del Sierra Nevada College y la Northwestern University. Es la directora artística de StoryStudio Chicago. Además ha enseñado en el Lake Forest College y ha ocupado la cátedra Mackey de escritura creativa del Beloit College.
Tiene dos hijos y vive en Lake Forest, Illinois. Conoció a su esposo, Jon Freeman, en Pan Loaf.

## Carrera
La primera novela de Makkai, The Borrower [El devorador de libros], se publicó en junio de 2011 Fue uno de los diez mejores debuts de Booklist, una selección de Indie Next, una selección de O Magazine y una de las elecciones de Chicago Magazine como mejor ficción de 2011. Se ha traducido a siete idiomas. Su segunda novela, The Hundred-Year House, está ambientada en los suburbios del norte de Chicago, y fue publicada por Viking/Penguin en julio de 2014, después de haber recibido críticas con estrellas en Booklist, Publishers Weekly y Library Journal. Ganó el premio de Novela del Año 2015 de la Asociación de Escritores de Chicago y fue nombrado mejor libro de 2014 por BookPage. La tercera novela de Makkai, titulada Los grandes creyentes, está ambientada durante la epidemia de sida en el Chicago de los años 80 y fue publicada por Viking/Penguin Random House en junio de 2018.Gane la 2015 Novela del premio de Año de la Asociación de Escritores del Chicago y estuvo nombrado un libro mejor de 2014 por BookPage. Makkai  tercera novela, tituló Los Creyentes Grandes, está puesto durante la epidemia de #sida en @1980s Chicago y estuvo publicado por Viking/Pingüino Casa Aleatoria en junio de 2018. Con Los optimistas ganó la Medalla Andrew Carnegie 2019 a la Excelencia en Ficción y fue finalista del National Book Award for Fiction 2018. También fue finalista del Premio Pulitzer de Ficción 2019,. y ganó el LA Times Book Prize, el ALA Stonewall Award y el Chicago Review of Books Award.
La primera colección de cuentos de Makkai, Music for Wartime, fue publicada por Viking en junio de 2015. En una reseña destacada y con estrellas de Publishers Weekly se decía: "Aunque estos relatos alternan en el tiempo entre la Segunda Guerra Mundial y la actualidad, todos ellos están ambientados, como se describe en el relato "Exposition", dentro de "los límites del corazón humano", un terreno que su autora cartografía de forma poco común". El Kansas City Star escribió que "si alguna escritora de cuentos puede ser considerada una estrella del género, esa es Rebecca Makkai".
Sus relatos han sido seleccionados en las antologías The Best American Short Stories 2008, 2009, 2010 y 2011, así como en The Best American Nonrequired Reading 2009 y 2016; ha recibido un premio Pushcart 2017, una beca NEA 2014 y una beca de la Fundación Guggenheim 2022. Su obra de ficción también ha aparecido en Ploughshares, Tin House, The Threepenny Review, New England Review y Shenandoah. Su obra de no ficción se ha publicado en Harpers, Salon.com y el sitio web del New Yorker. Los relatos de Makkai también han aparecido en el programa Selected Shorts de Public Radio International y en This American Life.

### Novelas
- El devorador de libros, Maeva (2012) [The Borrower, Viking, 2011]
- The Hundred-Year House, Viking (2014)
- Los optimistas (Sexto Piso, 2021) [The Great Believers, Viking (2018)]
- Tengo algunas preguntas para usted (Sexto Piso, 2024) [I have some questions for you, 2023]

### Colecciones de cuento
- Music for Wartime, Viking (2015)